# Elyra nigrisigna
Elyra nigrisigna är en fjärilsart som beskrevs av Alfred Ernest Wileman 1915. Elyra nigrisigna ingår i släktet Elyra och familjen nattflyn. Inga underarter finns listade i Catalogue of Life.